# Година на шестимата императори
Годината на шестимата императори e 238 г. Римската империя претърпява една от най-тежките си кризи от 235 – 284/285 г. През 238 г. Сенатът признава общо шест императора и те са:
- Максимин Трак, 20 март 235 – април 238
- Гордиан I, 22 март – 12 април 238 (съвместно със сина си Гордиан II)
- Гордиан II, 22 март – 12 април 238 (съвместно с баща си Гордиан I)
- Пупиен, 22 април – 29 юли 238 (заедно с Балбин)
- Балбин, 22 април – 29 юли 238 (заедно с Пупиен)
- Гордиан III, 22 април – 29 юли 238 като цезар с Пупиен и Балбин; 29 юли 238 – 11 февруари 244 като август.

Гордиан III управлява след това шест години.

## Галерия
- Максимин Трак
- Гордиан I
- Гордиан II
- Пупиен
- Балбин
- Гордиан III